# چاروکو
چاروکو (به اسپانیایی: Chearoco) یک کوه در بولیوی است که در شهرستان لاپاز (بولیوی) واقع شده‌است. چاروکو ۶٬۱۲۷ متر بالاتر از سطح دریا واقع شده‌است.